# 兒女一籮筐
是一部2003年的美國喜劇電影。這部電影是改編自1948年弗蘭克·邦克·吉爾布雷斯和莉蓮·莫勒·吉爾布雷斯以及他們12個孩子的自傳性小說《Cheaper by the Dozen》和1950年的同名電影。電影由20世紀福克斯發行，且後來拍攝了續集《二十四笑》。

## 人物

### 貝克家
| 演員                                               | 角色                                        | 角色介紹 |
| 史提夫·馬丁 Steve Martin                           | 湯姆·貝克 Tom Baker                         | 本作主角，貝克家大家長，知名大學美式足球教練。                                                                         |
| 邦妮·杭特 Bonnie Hunt                              | 凱特·貝克 Kate Gilbreth Baker               | 湯姆之妻，知名作家。                                                                                                   |
| 潘波·裴拉柏 Piper Perabo                           | 諾拉·貝克 Nora Baker                        | 22歲，長女，排行第一。 和男友漢克同居。                                                                                |
| 湯姆·威靈 Tom Welling                              | 查理·貝克 Charlie Baker                     | 17歲，長男，排行第二。 美式足球選手，有一女友貝絲。                                                                    |
| 希拉莉·杜芙 Hilary Duff                            | 蘿琳·貝克 Lorraine Baker                    | 16歲，次女，排行第三。 崇尚流行，厭惡穿諾拉的二手衣。                                                                  |
| 凱文·史密特 Kevin Schmidt                          | 亨利·貝克 Henry Baker                       | 12歲，次男，排行第四。 將查理視為家中偶像，擅長演奏單簧管。                                                            |
| 艾莉森·史托納 Alyson Stoner                        | 莎拉·貝克 Sarah Baker                       | 11歲，三女，排行第五。 鬼點子甚多的惡作劇高手，有時失控；個性男孩子氣。                                                |
| 雅各·史密斯 Jacob Smith                            | 傑克·貝克 Jake Baker                        | 10歲，三男，排行第六。 總以滑板代步，與莎拉、麥可最親。                                                                |
| 佛瑞斯特·藍迪斯 Forrest Landis                     | 馬克·貝克 Mark Baker                        | 9歲，四男，排行第七。 紅髮的四眼田雞常被莎拉欺負。喜歡奇珍異獸，養了隻名為「豆豆」的青蛙。總試著讓「貝克家」回到過去。 |
| 莉莉安娜·穆咪 Liliana Mumy                         | 潔西卡·貝克 Jessica Baker                   | 8歲，四女，排行第八。 和金姆是雙胞胎姊妹。                                                                             |
| 摩根·約特 Morgan York                              | 金姆·貝克 Kim Baker                         | 8歲，五女，排行第九。 和潔西卡是雙胞胎姊妹。                                                                           |
| 布萊克·伍德路夫 Blake Woodruff                     | 麥可·貝克 Mike Baker                        | 6歲，五男，排行第十。                                                                                                  |
| 布蘭特·金斯曼／尚恩·金斯曼 Brent and Shane Kinsman | 凱爾·貝克／奈傑爾·貝克 Kyle and Nigel Baker | 5歲，六、七男，排行第十一、十二。                                                                                      |

### 相關人物
| 演員                                         | 角色                      | 角色介紹     |
| 史提芬·安東尼·勞倫斯 Steven Anthony Lawrence | 狄倫·謝克 Dylan Shenk     | 謝克家獨子。 |
| 寶拉·馬歇爾 Paula Marshall                   | 提娜·謝克 Tina Shenk      | 狄倫母親。   |
| 艾倫·洛克 Alan Ruck                          | 比爾·謝克 Bill Shenk      | 狄倫父親。   |
| 理查德·詹金斯 Richard Jenkins                | 雪克·馬怪爾 Shake McGuire |              |
| 艾倫·洛克 Alan Ruck                          | 比爾·謝克 Bill Shenk      |              |
| 艾希頓·庫奇 Ashton Kutcher                   | 漢克 Hank                 | 諾拉男友。   |
| 蒂芬妮·杜邦 Tiffany Dupont                   | 貝絲 Beth                 | 查理女友。   |
| 寇帝·林利 Cody Linley                        | 昆恩 Quinn                |              |

## 外部連結
- Archive of Official Website
- 互联网电影数据库（IMDb）上《Cheaper by the Dozen》的资料（英文）
- 爛番茄上《Cheaper by the Dozen》的資料（英文）
- AllMovie上《Cheaper by the Dozen》的资料（英文）
- Movie stills （页面存档备份，存于）